# Зубкова, Анна Викторовна
А́нна Ви́кторовна Зубко́ва (род. 3 февраля 1980, Челябинск) — казахская ватерполистка, участница Олимпийских игр. Мастер спорта международного класса.

## Карьера
На Олимпиаде в Афинах Анна в составе сборной Казахстана заняла 8-е место. Четырёхкратная чемпионка России с сезона 1998/99 по сезон 2001/02.
С 1995 по 2006 год выступала за команду «Уралочка-ЗМЗ», с 2006 по 2008 за «Браччано» и с 2010 года несколько лет играла в «Югре». В настоящее время работает тренером юниорской команды «Югры».

## Образование
Окончила Уральский государственный университет физической культуры.

## Семья
Сестра-близнец Анны -  Анастасия. Также ватерполистка, выступала за сборную России.